# Rudy Croes
Hyacintho Rudolfo (Rudy) Croes (Aruba, 5 september 1946 – Oranjestad, 20 november 2021) was een Arubaans politicus. Hij was minister van Justitie van Aruba van 1993 tot 1994 en van 2001 tot 2009. Tussen 1993 en 1994 was hij tevens minister van sportzaken. Voor hij tot minister werd benoemd, was hij in 2005 korte tijd statenvoorzitter van de Staten van Aruba.

## Biografie
Rudy Croes was een van de twaalf kinderen uit het gezin van Francisco Cornelio (Panchico) Croes en Maria Louisa (Mimita) Croes-Lopez. Zijn oudere broers Betico Croes en Hendrik Croes waren vooraanstaande politici van de MEP en streden voor de "Status Aparte" van Aruba. Hij was oom van de politici Paul Croes, Glenbert Croes en Evelyn Wever-Croes.
Croes vertrok op jonge leeftijd naar Nederland voor studie; eerst doorliep hij de MULO en rondde vervolgens zijn opleiding aan de analistenschool in Oss af. Bij terugkeer op Aruba was Croes vanaf 1969 tot 1989 werkzaam als bio-analist bij het Landslaboratorium in Oranjestad.
Na het overlijden van Betico Croes trad hij in 1988 in zijn voetsporen als MEP-politicus. In 1971 was hij mede-oprichter van de partij en steunde trouw haar streven naar status aparte. In de politiek was Croes uitgesproken en wist met zijn ferme uitspraken populariteit te winnen. Bij zijn debuut in de statenverkiezingen van  1989 behaalde hij 4.707 persoonlijke stemmen, meer nog dan lijsttrekker Nelson Oduber. Hij werd meermalen gekozen tot lid van de Staten van Aruba en was eind 2005 korte tijd statenvoorzitter. Als statenlid was hij tevens voorzitter van parlementaire commissies, waaronder de commissie staatkundige aangelegenheden en samenwerking Nederlandse Antillen-Aruba en de commissie interparlementaire contacten. In 1995 besloot hij zich te kandideren voor het partijleiderschap, maar trok zich als tegenkandidaat van Nelson Oduber uiteindelijk terug. Hij werd partijvoorzitter in 1996 en was namens de MEP de eerste Arubaanse vicevoorzitter van COPPPAL.
Na de verkiezingen van 1993 volgde hij zijn broer, Hendrik Croes, op als minister van Justitie en Sport in het tweede kabinet Oduber. Als fervente pleitbezorger van het gebruik van de Papiamentse taal liet hij de benaming van zijn departementen wijzigen van het Nederlands naar het Papiaments. Later in het derde en vierde kabinet Oduber werd hij wederom minister van Justitie. Tijdens deze ambtsperiode voltrok zich de zaak-Holloway. In 2008 verklaarde Croes de verdachte in deze zaak, Joran van der Sloot, tot persona non grata. Daarnaast kwam hij regelmatig in aanvaring met de toenmalige regering-Balkenende. In 2007 stelde hij dat Aruba alle banden met Nederland moest verbreken, maar hij kwam later daarop terug. Croes verliet in 2009 de actieve politiek, maar bleef de tweede man in de partij en was tot aan zijn dood een belangrijk adviseur van Evelyn Wever-Croes, de zittende premier sinds eind 2017.
In 2018 presenteerde hij het boek E hombr’i pueblo (Een man van het volk), waarin hij zijn politieke loopbaan beschrijft. De titel verwijst naar de bijnaam die hij kreeg bij zijn entree in de politieke arena. Hij werd in 1995 gedecoreerd tot ridder in de Orde van de Nederlandse Leeuw. Uit protest tegen de bejegening van de Nederlands-Caribische (ei)landen door Nederlandse politici retourneerde hij de medaille in 2020.
Croes was mede-oprichter en decennialang zanger, wiri- en cuartaspeler in de muziekgroep, Grupo di Betico, die aan dande-festivals deelneemt. Sedert 2016 leed hij aan lymfeklierkanker en overleed in 2021 op 75-jarige leeftijd. Hij was gehuwd met Damia Arends en had vier kinderen.

### Eerbewijzen
Croes ontving in 1995 een koninklijke onderscheiding als ridder in de Orde van de Nederlandse Leeuw. Uit protest tegen de behandeling van de Nederlands-Caribische eilanden door Nederlandse politici gaf hij in 2020 de medaille terug. Op 8 november 2024 kreeg de weg van de rotonde van Santa Cruz naar de rotonde bij de voormalige Drive Inn de naam Avenida Hyacintho Rudolfo (Rudy) Croes.
John Booi · 
Pedro Bislip · 
Hector Gonzalez · 
Felix Flanegien · 
Marco Christiaans ·
Booshi Wever ·
Eddy Croes · 
Frido Croes · 
Marlon Werleman · 
Rudy Croes · 
Mervin Wyatt-Ras · 
Andy Lee · 
Paul Croes · 
Marisol Lopez-Tromp ·
Mervin Wyatt-Ras ·  
Guillfred Besaril · 
Ady Thijsen ·
Edgard Vrolijk